# Obac de Mur
L'Obac de Mur és una obaga del terme municipal de Castell de Mur, dins de l'antic terme de Mur, al Pallars Jussà. Es troba en territori de l'antic poble de Mur.
Està situat al nord i a sota de Mur i de l'Obaga de la Font de Mur, a la dreta del barranc d'Arguinsola.